# B&M超市
B&M歐洲零售（B&M European Retail Value S.A.，LSE：BME）是一家成立於1978年的公司，現在是英國主要零售企業之一，擁有超過22,500名僱員。該公司也是倫敦證券交易所的上市企業之一。 B&M是英國發展最快的零售企業之一，在過去2008年至2010年期間收入增長了2400%。第一家B & M商店開業於1978年。

## 外部連結
- B&M retail website（页面存档备份，存于）
- B&M corporate website（页面存档备份，存于）